# OCA-DLR Asteroid Survey
OCA-DLR Asteroid Survey  (kratica ODAS) je bil evropski znanstveni program iskanja asteroidov in kometov . 
V projektu sta sodelovala Observatorij Côte d'Azur (Observatoire de la Côte d'Azur ali OCA) v Franciji in Nemško središče za zračne in vesoljske polete (Deutschen Zentrum für Luft- und Raumfahrt ali DLR) v Nemčiji. V projektu so se posvetili v glavnem iskanju blizuzemeljskih teles.
Projekt se je pričel leta 1996 in končal v aprilu 1999, da bi ga na novo zastavili. Od takrat se v njem ni več delalo  
Opazovanje se je izvajalo 15 dni vsak mesec, ko je bila svetloba Lune dovolj šibka, da se je lahko opazovalo. V opazovanjih so uporabljali Schmidtov daljnogled (90 cm) v bližini Nice v Franciji. Zaznavanje gibajočih se teles je bilo avtomatsko. 
Kljub kratkotrajnosti projekta so odkrili 708 asteroidov in en komet.Od tega je bilo pet blizuzemeljskih asteroidov. Osem odkritih asteroidov pa prečka tirnico Marsa .
| Blizuzemeljski asteroidi, odkriti v projektu ODAS.                        |
| ------------------------------------------------------------------------- |
| - 1997 NJ6 - 1997 XV11 ponovno odkritje - 1998 EP8 - 1998 SJ2 - 1998 VD31 |